# Дерусификация на Украине
Дерусификация в Украине — процесс, который начался во времена распада Российской империи, но был прерван, частично состоялся во время проведения политики коренизации, но был снова прерван и в конце восстановился только после распада СССР и стихийно активизировался во время ленинопада в период Евромайдана и последующего системного процесса декоммунизации. Основным толчком к оживлению процесса стало начало российско-украинской войны.
Процесс проявляется в переименовании топонимов, названных в честь российских государственных и культурных деятелей, или таких, которые являются русскими, или таких, которые отражают российское мировоззрение или связаны с Россией. Также частью процесса является демонтаж объектов колониального прошлого (таблички, указатели, памятники, бюсты, панно и т. д.).
21 марта 2023 года Верховная Рада Украины приняла Закон Украины «Об осуждении и запрете пропаганды российской имперской политики в Украине и деколонизации топонимии», которая активно началась в Украине с начала широкомасштабного вторжения. 21 апреля 2023 года президент Украины Владимир Зеленский подписал закон о деколонизации.

## История
Процесс дерусификации в независимой Украине начался после распада СССР, но, поскольку вопрос декоммунизации оказался гораздо большей проблемой, дерусификации уделялось сравнительно мало внимания. Оба процесса изначально происходили преимущественно стихийно. Системные изменения, в частности в вопросе декоммунизации, несмотря на временный запрет Коммунистической партии Украины в 1991—1993 годах, начались лишь после победы Евромайдана и осуждения коммунизма на государственном уровне в 2015 году. Поскольку процесс декоммунизации в Украине достиг значительных масштабов к 2022 году, после начала российского вторжения наметились изменения и в вопросе дерусификации.
В городах и селах сносили советско-русские памятники. Под дерусификацию подпадали также и названия улиц, связанные с Россией. Изменения произошли во Львове, Днепре, Киеве и Харькове. В свою очередь, Ивано-Франковск стал первым городом в Украине, который полностью избавился от российских топонимов. В школах Киева, Черкасс, Житомира, Николаева и Одессы отказались от преподавания русского языка как дисциплины.
21 апреля 2022 года секретарь СНБО Украины Алексей Данилов заявил, что тотальная дерусификация бизнеса, политики и многих сфер украинской жизни неизбежна: «у нас здесь не останется ничего российского».
Министр культуры и информационной политики Александр Ткаченко считал, что дерусификация Украины произойдет естественным путем. Однако 26 декабря 2022 года Александр Ткаченко заявил, что «пора прощаться с символами российско-имперской, советской идеологии навсегда». Также он отметил, что правительство Украины одобрило проект документа «О внесении изменений в Закон Украины „Об охране культурного наследия“»: будут существовать правовые основания для изъятия памятников культурного наследия из государственного реестра недвижимых памятников Украины, что является символом российской имперской и советской тоталитарной политики и идеологии.
21 марта 2023 года Верховная Рада Украины приняла Закон Украины «Об осуждении и запрете пропаганды российской имперской политики в Украине и деколонизации топонимии» № 7253, который предоставил процессам деколонизации, которые продолжаются в Украине с начала широкомасштабного вторжения, легитимные рамки и определил действенные механизмы. Закон о деколонизации признает преступной и осуждает российскую имперскую политику, запрещает её пропаганду и символы и определяет — что принадлежит к этим символам, кто, как и в какие сроки удаляет их из публичного пространства.
21 апреля 2023 года Президент Украины Владимир Зеленский подписал закон о деколонизации.

## Противоборство дерусификации
25 февраля 2021 года Черкасский городской совет проголосовал за переименование 7 улиц и одного переулка. Улица Волкова была переименована в Ивана Мазепы, Крылова — в Василия Стуса, Можайского — в Степана Бандеры, Титова — в Титарную, Стасова — в Митрополита Липковского, Пацаева — в Петра Дорошенко, Добровольского — в Сенную, переулок Невского — в переулок Хмельника. Однако это решение было отклонено мэром города Анатолием Бондаренко.
11 марта 2021 года Черкасский городской совет не смог преодолеть вето городского головы о переименовании улиц.
18 ноября 2021 года Первомайский городской совет отказал Уполномоченному Верховной Рады по защите государственного языка Тарасу Кремню в решении вопроса переименования города Первомайск.
В честь дня рождения русского писателя Михаила Булгакова 15 мая 2023 года в Киеве, на стене Музея Булгакова, филиала Музея истории Киева, ему была установлена обновлённая мемориальная доска, не смотря на то, что самого писателя упрекают в украинофобии. 